# Хайду, Патти
Патрисия Хайду (англ. Patricia Hajdu), более известная как Патти Хайду (Patty Hajdu; род. 3 ноября 1966, Монреаль, Квебек) — канадский политический и государственный деятель. Член Либеральной партии Канады. Член Палаты общин Канады от избирательного округа Тандер-Бей — Супериор-Норт с 2015 года. Министр по делам рабочих мест и семей (с 2025).
Министр по делам коренных народов Канады и министр, ответственный за Федеральную инициативу экономического развития Северного Онтарио (2021—2025), министр здравоохранения Канады (2019—2021), министр по делам занятости, труда и развития трудовых ресурсов Канады (2017—2019), министр по делам статуса женщин Канады (2015—2017).

## Биография
Патти Хайду родилась 3 ноября 1966 года в Монреале. Когда Патти и её брат Шон Патрик (1969—2003) были детьми, их мать, страдавшую от тяжёлого психического расстройства, лишили родительских прав. После этого дети переехали в город Чизолм, штат Миннесота, где были усыновлены их дядей и тётей. Именно от приёмных родителей Патти получила венгерскую фамилию Хайду).
В возрасте 12 лет Патти вернулась к матери, которая к тому времени проживала в городе Тандер-Бей, провинция Онтарио. В 16 лет, из-за конфликтных отношений с матерью, она начала жить отдельно.
После окончания средней школы Патти училась в школе для взрослых при некоммерческой организации, где получила навыки графического дизайна. Позже ей удалось поступить в тандербейский Университет Лейкхед и окончить его со степенью бакалавра искусств. В 2015 году Патти Хайду получила второе образование, окончив Викторианский университет со степенью магистра государственного управления.
Являлась исполнительным директором Shelter House Thunder Bay, организации, предоставляющей помощь тем, кто нуждается в жилье, еде, одежде и доступе к ресурсам и соавтором стратегии города Тандер-Бей по борьбе с наркотиками. Ранее она также работала в сфере общественного здравоохранения и занималась наркополитикой, развитием молодежи и бездомностью.
На федеральных выборах 2015 года Хайду была избрана членом Палаты общин от избирательного округа Тандер-Бей — Супериор-Норт. Она одержала победу над действующим депутатом Брюсом Хайером — бывшим новодемократом, перешедшим в Зелёную партию. 4 ноября 2015 года Хэйду вошла в кабинет министров Джастина Трюдо в качестве министра по делам статуса женщин. В июле 2016 года Хайду созвала консультативный совет для разработки канадской стратегии борьбы с гендерным насилием.
В январе 2017 года перешла на пост министра занятости, труда и развития трудовых ресурсов.
На федеральных выборах 2019 года была переизбрана в Палату общин. После выборов вошла во второй кабинет Джастина Трюдо, получив пост министра здравоохранения и возглавив по должности Агентство общественного здравоохранения Канады (АОЗ).
В 2020 году, как министр здравоохранения и глава АОЗ, возглавила борьбу с пандемией COVID-19 в Канаде. 25 марта 2020 года по её настоянию был введён обязательный карантин для всех лиц, прибывающих в Канаду из-за рубежа, что несколько замедлило распространение инфекции в стране.
26 октября 2021 года получила пост министра по делам коренных народов Канады и министра, ответственного за Федеральную инициативу экономического развития Северного Онтарио.
14 марта 2025 года при формировании правительства Карни сохранила только министерский портфель по отношениям с коренными народами.
13 мая 2025 года премьер-министр Марк Карни произвёл по итогам парламентских выборов масштабные перестановки в Кабинете, в результате которых Хайду была назначена министром рабочих мест и семей, а также получила в своё ведение Федеральное агентство экономического развития Северного Онтарио.

## Личная жизнь
Является матерью двоих взрослых сыновей.

## Комментарии
1. ↑  Сама Патти Хайду произносит свою фамилию по-английски как «Хайдью» (/ˈhaɪdjuː/)[6]